# Взрыв в аэропорту Орли
Взрыв в аэропорту Орли — террористический акт, совершённый Армянской секретной армией освобождения Армении (АСАЛА), в результате которого 8 человек погибли и 55 человек были ранены.

## Обстоятельства теракта
Взрыв произошёл 15 июля 1983 года, когда начинённый взрывчаткой большой чемодан взорвался перед стойкой Турецких авиалиний в аэропорту Орли в Париже. Четыре человека были убиты на месте. Бомба состояла всего лишь из полукилограмм взрывчатки «Семтекс», однако она была соединена с четырьмя портативными газовыми баллонами, что объясняет серьёзные ожоги у многих раненных, из которых четверо позднее скончались.
После теракта в аэропорту полиция задержала 51 человека, связанных с АСАЛА. 11 из них были доставлены в прокуратуру, из которых шестерым были предъявлены обвинения в совершении теракта, в том числе и главному исполнителю теракта, сирийскому армянину Варужану Карапетяну, который признался в совершении преступления и сообщил, что бомба взорвалась раньше времени, и что она должна была взорваться в самолёте во время его полёта из Парижа в Стамбул. К тому времени в больнице от полученных ожогов скончалась седьмая жертва теракта, француженка Жаклин Киршнер, чей 19-летний сын погиб на месте.
Карапетян сообщил, что бомба была собрана на квартире другого армянина, турецкого гражданина Ованнеса Семерчи. В аэропорту Карапетян дал одному из пассажиров 65 долларов и сказав, что у него слишком много багажа, попросил сдать вместо него в багаж один из чемоданов. Бомба, однако, взорвалась не в воздухе, как замышлялось, а на багажной платформе. Вскоре в Марселе был арестован приехавший на поезде из Парижа находившийся в розыске другой турецкий армянин, Наир Сонер, специалист по электронике, который приобрёл газовые баллоны и изготовил из них бомбу, взорвавшуюся в аэропорту.

## Соглашение с правительством Франции
Этот теракт вынудил действовать правительство социалистов, которое ранее закрывало глаза на деятельность армянских террористов и выражало симпатию к тому делу, за которое те боролись. В международной прессе появились сообщения о секретном соглашении между правительством Франции и армянскими террористами, заключённом в январе 1982 года, согласно которому французские власти должны были признать, что турки совершили геноцид против армян, а также дать армянским террористам возможность беспрепятственно пользоваться французскими аэропортами в обмен на обязательство не совершать терактов на территории Франции. Согласно этому соглашению, арестованные в 1981 году за нападение на турецкое посольство четыре армянских террориста получили мягкие приговоры, а находившийся в заключении один из лидеров АСАЛА Монте Мелконян был освобождён. Однако правительство Франции не сдержало обещание о признании, не желая портить отношения с Турцией, и соглашение было нарушено. По другой версии, соглашение непреднамеренно нарушила АСАЛА взрывом в аэропорту Орли, планируя в действительности взорвать самолет в воздухе, а не на французской территории. Тем не менее французские власти были разгневаны, и приговорили Карапетяна к пожизненному заключению. По мнению профессора Майкла Гантера, если бы французские власти в своё время приняли строгие меры против деятельности террористов, взрыв бомбы в Орли вполне можно было бы предотвратить. Однако его совершение продемонстрировало банкротство французской политики.

## Суд и освобождение
На судебном процессе, проходившем в пригороде Парижа Кретее, Карапетян отказался от показаний, которые он дал на следствии, и вместе с другими обвиняемыми стал отрицать свою причастность к теракту. 3-го марта 1985 года суд присяжных признал Карапетяна виновным в совершении теракта и приговорил его к пожизненному заключению. Двое его сообщников были приговорены к различным срокам заключения, Наир Сонер к 15 годам, а Ованнес Семерчи к 10 годам тюремного заключения. Суд присяжных заявил, что более мягкий приговор в отношении сообщников Карапетяна связан со «смягчающими обстоятельствами» в их деле.
В 2001 году, после того, как Карапетян отсидел 17 лет в тюрьме, он был освобождён и депортирован в Армению.
Во время встречи с Карапетяном 4 мая 2001 года премьер-министр Армении Андраник Маркарян выразил радость по поводу освобождения Карапетяна из французской тюрьмы, а незадолго до этого мэр Еревана Роберт Назарян обещал обеспечить Карапетяна работой и жильём.
Карапетян поселился в Дилижане, где проживал в доме, построенном собственными руками. По словам Карапетяна:
Акция в аэропорту «Орли» была осуществлена в ответ на казнь (путём повешения) Левона Экмекджяна (участника нападения на аэропорт Эсенбога, которое привело к человеческим жертвам) в Стамбуле в 1982 г. Мы планировали взорвать самолет «Турецких авиалиний», которым должны были лететь высокопоставленные представители спецслужб Турции, а также генералы и дипломаты. В результате осуществленной нами акции погибли 10 и получили ранение 60 турок.
В действительности, из 8 погибших только двое были турками, остальные были людьми других национальностей. В частности, в числе погибших были 4 француза, один швед и один американец.
Армянские правозащитники выступили с осуждением почестей, которые были оказаны Карапетяну в Армении, в то время как в защиту Карапетяна выступили представители армянской интеллигенции Сильва Капутикян, Геворг Эмин, Перч Зейтунцян, Зорий Балаян и многие другие.